# Baralle
Baralle ist eine französische Gemeinde im Département Pas-de-Calais in der Region Hauts-de-France. Sie gehört zum Kanton Bapaume im Arrondissement Arras.

## Lage
Die Gemeinde Baralle liegt am Canal du Nord zwölf Kilometer nordwestlich von Cambrai und 25 Kilometer südöstlich von Arras. Nachbargemeinden von Baralle sind Rumaucourt im Norden, Sauchy-Cauchy im Nordosten, Marquion im Osten, Sains-lès-Marquion im Südosten, Inchy-en-Artois im Süden, Buissy im Südwesten, Villers-lès-Cagnicourt im sowie Saudemont Nordwesten. 'Unmittelbar nordöstlich von Baralle verläuft die Autoroute A26.

## Bevölkerungsentwicklung
| Jahr                       | 1962 | 1968 | 1975 | 1982 | 1990 | 1999 | 2006 | 2013 | 2022 |
| -------------------------- | ---- | ---- | ---- | ---- | ---- | ---- | ---- | ---- | ---- |
| Einwohner                  | 482  | 491  | 442  | 418  | 468  | 487  | 493  | 469  | 435  |
| Quellen: Cassini und INSEE |      |      |      |      |      |      |      |      |      |

## Sehenswürdigkeiten

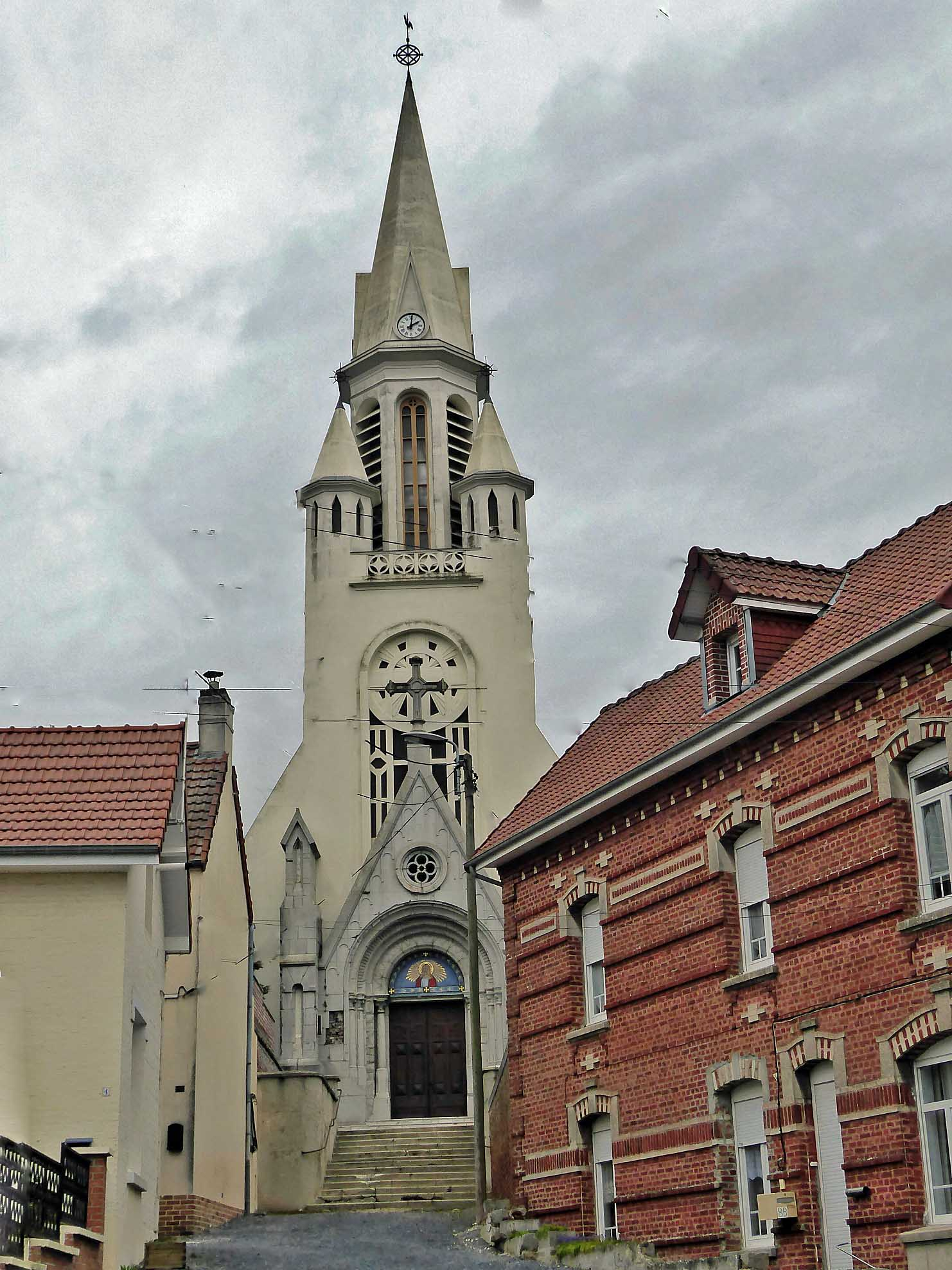
Kirche Saint-Georges
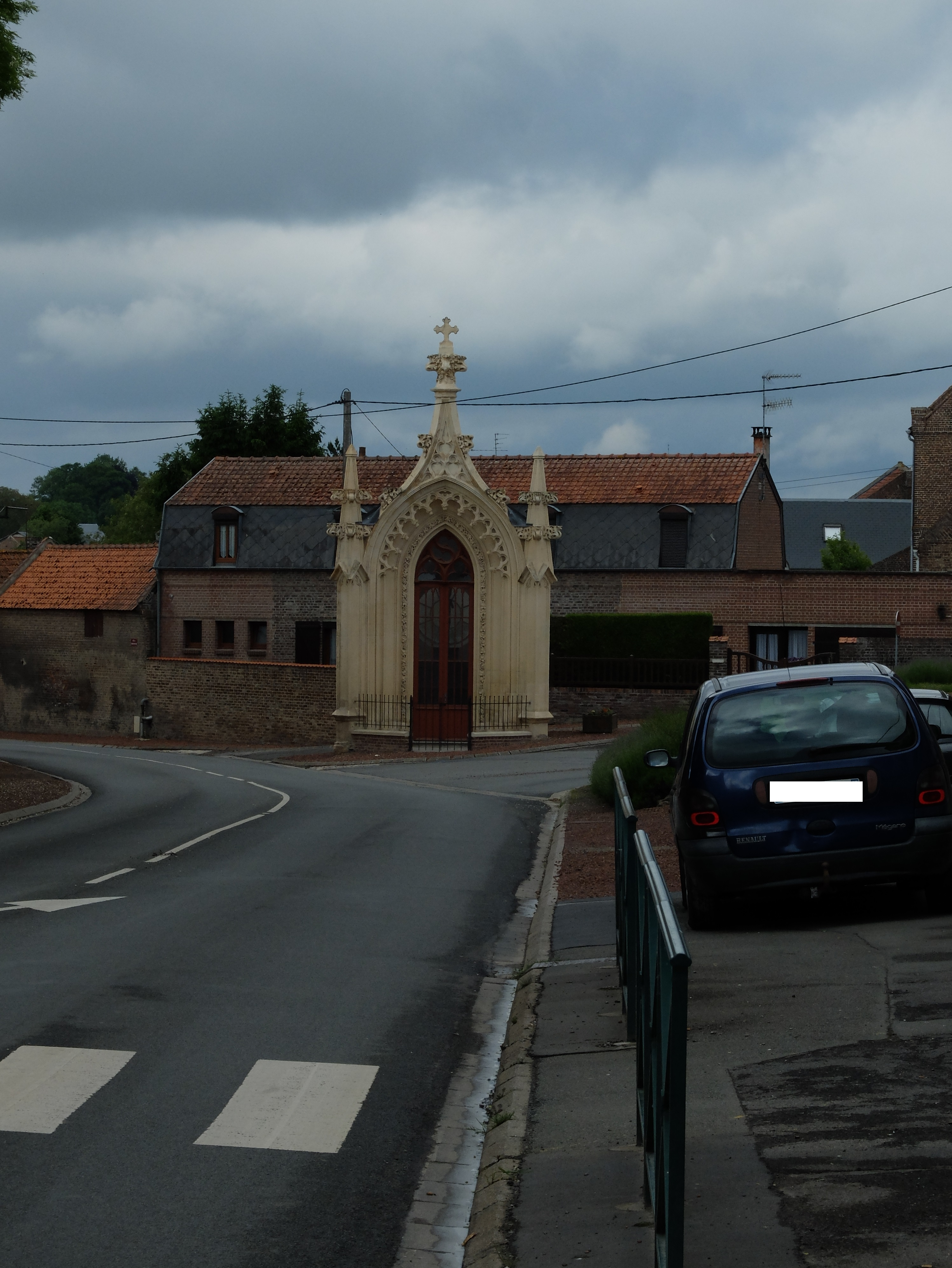
namenlose Kapelle
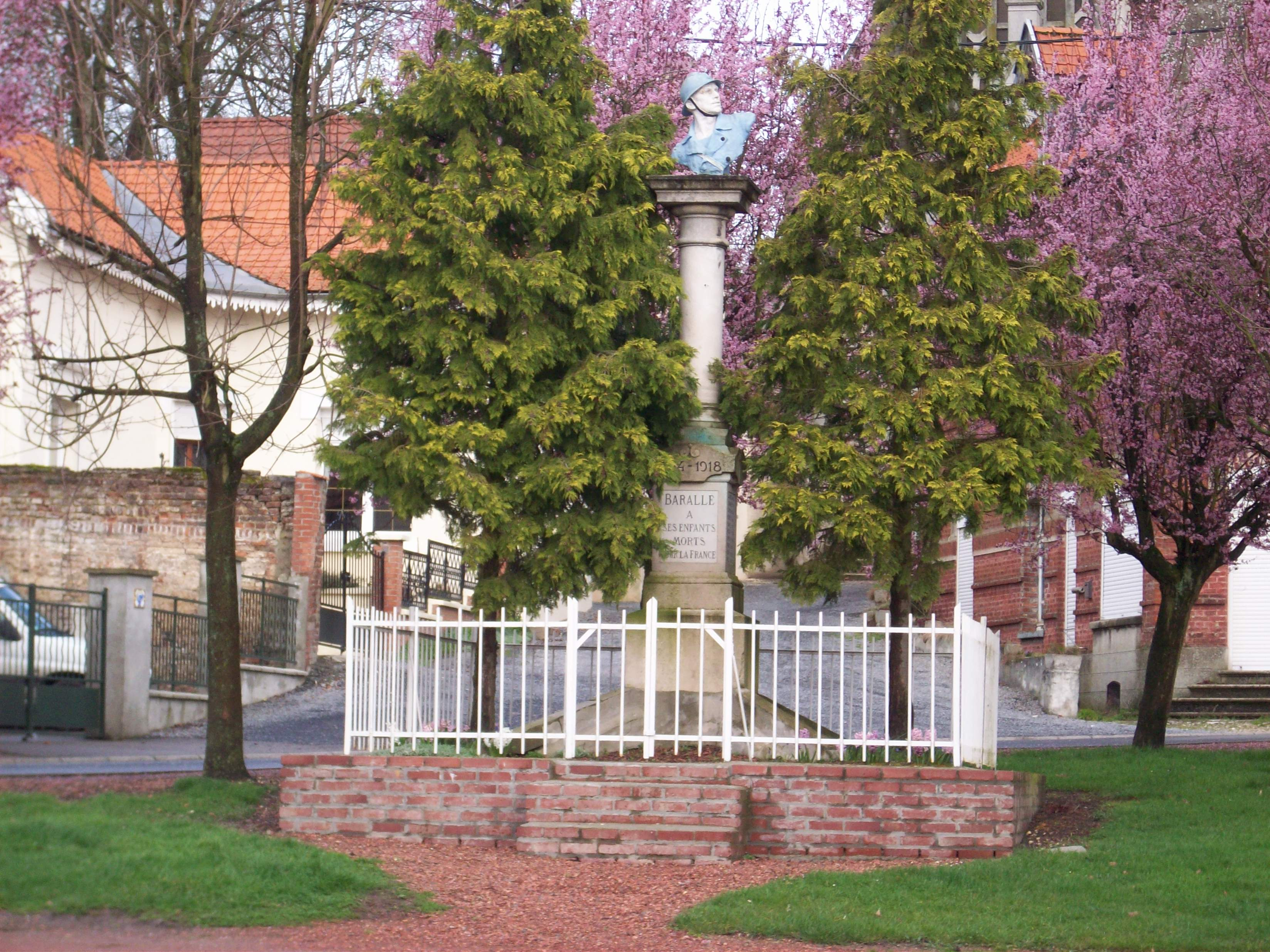
Gefallenendenkmal

- Kirche Saint-Georges
- Namenlose Kaoelle
- Gefallenendenkmal